# Юркевич Андрій Михайлович (режисер)
Андрій Михайлович Юркевич (нар. 9 лютого 1983, Дрогобич) — український театральний режисер, актор, письменник, журналіст, громадський діяч. Художній керівник студентського театру «Альтер», при полоністичному науково-інформаційному центрі імені Ігоря Менька Дрогобицького державного педагогічного університету імені Івана Франка. Голова благодійного фонду «Українська гуманітарна група». Заступник голови ГО «Творче об'єднання Альтер». Член Національної спілки журналістів України, журналіст видань: Медіа Дрогобиччина, інтернет-ґазета «Майдан», культурологічний часопис «Альтернативи». Один з авторів та учасник костюмованих театралізованих тематичних екскурсій Дрогобичем. Радіоведучий Твоє радіо 101.4 фм. З початку повномасштабного вторгнення РФ 24 лютого 2022 року, старший солдат 67 окремий батальйон 103 окрема бригада територіальної оборони ЗСУ.

## Життєпис
2006 року закінчив Дрогобицький державний педагогічний університет, відділення філософії, за спеціальністю філософ релігієзнавець, викладач філософських та релігієзнавчих дисциплін.
У 2011 році альтерівці врятували частину автентичної старої бруківки часів Австро-Угорської імперії. Встигли врятувати лише невелику частину, адже в центральній частині Дрогобича будували будинок, а зняту бруківку будівельники кидали в котлован нової будівлі, щоб зекономити цемент. Ця бруківка з історичної частини міста, а саме бічної відноги легендарної «вулиці Крокодилів», про яку писав Бруно Шульц у своєму оповіданні. Врятована бруківка стала елементом перформансу «Бруківка з вулиці Крокодилів» театру «Альтер». Бруківку в артистичний спосіб вмуровано на площах таких міст як Люблін, Варшава, Лодзь, Чернівці. Гнєзно, Битом.

## Творчість

### Режисерські роботи
- Спектакль «Schulzland» за мотивами прози Бруно Шульца (у співавторстві з І. Стахнів, В. Худик, Д. Стецько)
- Спектакль «Juzef&Co» за мотивами прози Бруно Шульца (у співавторстві з І. Стахнів та О. Максимовим)
- Спектакль «Щоденник Зубного болю»[10][11]за оповіданням Лоренцо Помпео (у співавторстві з І. Стахнів, О. Максимовим)
- Спектакль «Пироги з черницями» за мотивами оповідання Івана Франка
- Спектакль «До світла» за мотивами оповідання Івана Франка
- Спектакль «Вінетта» за п'єсою Юри Зойфера
- Спектакль «Санаторій» за мотивами прози Бруно Шульца (у співавторстві з Кшиштофом Жвірблісом)
- Спектакль «Віхола» за мотивами оповідання Бруно Шульца
- Спектакль «Шахрайки» за п'єсою Н. Уварової
- Спектакль «Станція» за п'єсою О. Вітер (у співавторстві з О. Юркевич)
- Спектакль «Напівпрозора реальність»[12] за п'єсою Й. Ярецької (у співавторстві з І. Стахнів, О. Максимов)
- Спектакль «Сценарій для трьох акторів»[13]за Богуславом Шефером (у співавторстві з І. Стахнів, О. Максимов)уривок зі спектаклю
- Спектакль «Сценарій для чотирьох акторів» за Богуславом Шефером (у співавторстві з І. Стахнів, О. Максимовим, О. Юркевич)
- Спектакль «Мертвий клас» за театральною Методою К. Міклашевського, за мотивами Т. Кантора (у співавторстві І. Стахнів. О. Максимовим)
- Спектакль «Справа 82100» за мотивами прози Бруно Шульца
- Спектакль «Зодіак міста»[14] за мотивами оповідання Бруно Шульца «Весна» (у співавторстві з І. Стахнів, О. Максимовим)
- Вуличний міні-спектакль «На годину Ближче»[15]
- Спектакль «Таргани», за п'єсою Сергія Слєпухіна, режисери: Андрій Юркевич, Олена Юркевич
- «Маски смерті листопадової» — спільний проект Пьотра Луціана, Андрія Юркевича, Артура Дерлікевича фундації «Chrońmy dziedzictwo» та театру «Альтер». Реалізовано у Дрогобицькій хоральній синагозі, 19 листопада 2015 року, на річницю кривавої акції, здійсненої німецькими нацистами проти євреїв Дрогобича.
- Роль коваля у фільмі Стрий.Легенди трейлер до фільму

### Постановки Форум театру
- Форум театр «Право вибору» — права внутрішньо переміщених осіб (джокери: А. Юркевич, О. Юркевич) 2018
- Форум театр «Дрогобич очима молоді» — проблеми міського простору, небезпеки для молоді (джокери: А. Юркевич, О. Юркевич) 2018
- Форум театр «Я і місто» — вибір залишитися у Дрогобичі чи поїхати (джокери: А. Юркевич, О. Юркевич) 2018

### Мультимедія та відео проєкти
- Відлуння вулиці крокодилів (інспіровано прозою Бруно Шульца, автор тексту А. Юркевич, переклад В. Меньок, оператор&постановка О. Чигрик)2011
- Кабінетний сон (уривок з моновистави за оповіданням Міська Чистого, виконує А. Юркевич на сцені театру Альтер) 2013
- Суспільний музей[16] (допомога в реалізації проекту Кшиштофа Жвірбліса в рамках VII міжнародного фестивалю Бруно Шульца у Дрогобичі) 2016
- Півтора Міста (допомога в реалізації спільно з театром Академія руху з Варшави) 2012
- Читання прози Бруно Шульца[17] (кімната-музей Бруно Шульца, полоністичний науково-інформаційний центр ім. І. Менька ДДПУ ім. І. Франка. Дрогобич)
- Уривок з вуличного спектаклю до 120-ти ліття від дня народження Б. Шульца[18](А. Юркевич, І. Стахнів, О. Максимов)
- Урочисте відкриття Авторської галереї Пьотра Луціана у Любліні Fundacja Chrońmy dziedzictwo[19]
- Мости волонтерства спільний польсько-український проект обміну молодю Polski zespól humanitarny[20]
- Інтерв'ю на ТРК Алсет 2012 р
- «Маски смерті листопадової» — спільний проект Пьотра Луціана, Андрія Юркевича, Артура Дерлікевича фундації «Chrońmy dziedzictwo» та театру «Альтер». Реалізовано у Дрогобицькій хоральній синагозі, 19 листопада 2015 року, на річницю кривавої акції, здійсненої німецькими нацистами проти євреїв Дрогобича.
- Радіо проект ''Після роботи''
- Журналістський проєкт про безпеку руху
- Розповідь про Велику хоральну синагогу у Дрогобичі
- Розповідь про Церкву Собору Пресвятої Богородиці (Матків) — унікальне місце в Галичині
- розповідь про Церкву св. Юра у Дрогобичі — поема в дереві
- Інтерв'ю з Ірванець Олександр Васильович в рамках презентації у Дрогобичі
- Вечірня екскурсія дрогобицькою ратушею
- Театралізована екскурсія Трускавцем - "Легенди давнього курорту сюжет про екскурсію
- Інтерв'ю з внуком Раймонда Яроша
- Радіо програма ''Міські історії з Андрієм Юркевичем'' ФМ радіостанція ''Твоє радіо'' 101,4
- Інтерв'ю з Хосе Турчиком
- Інтерв'ю з Богданом Лазораком
- Інтерв'ю з Артуром Дескою
- Інтерв'ю з Ігорем Горичком
- Інтерв'ю з Стефанією Копельців
- Інтер'ю з Юрієм-Тадеушом Серватко
- Інтерв'ю з Леонідом Ґольберґом
- Влоги
- Трускавець
- Дрогобич
- Містичне читання повної версії поеми "Мойсей" Івана Франка о третій ночі в музеї Франка в Нагуєвичах 28 липня 2013 року. Читають: Андрій Середа, Михайло Барбара, Юрій Кучерявий, Павло Довгань-Левицький, Володимир Лис, Володимир Єшкілєв, Володимир Цибулько, Андрій Юркевич, Борис Захаров, Лев Скоп, Олег Лишега, Богдана Неборак, Володимир Микитюк, Павло Коробчук, Михайло Чупак, Олександр Фразе-Фразенко, Дарія Ткач, Богдан Тихолоз, Андрій Беницький, Віктор Неборак, Остап Походжай

## Стипендії та фестивалі
- Стипендіат Стипендіальної програми Міністра культури і національної спадщини Республіки Польща «Gaude Polonia» (2015 рік, реалізовано у Любліні спектакль «Санаторій» у співпраці з Кшиштофом Жвірблісом)
- Куратор OFF фестивалю в рамках Міжнародного фестивалю Бруно Шульца у Дрогобичі (2012, 2014, 2016 роки)
- Співорганізатор фестивалю «Велика Гаївка»
- Співорганізатор фестивалю «Франко фест»